# Конференция ООН по устойчивому развитию Рио+20
Конференция Организации Объединенных Наций по устойчивому развитию, также известная под названием «Рио+20», состоялась 20—22 июня 2012 года, через 20 лет после принятия «декларации Рио» (Декларации Рио-де-Жанейро по окружающей среде и развитию 1992 года) на Саммите Земли.

## Общая информация
Конференция прошла в Рио-де-Жанейро (Бразилия) через двадцать лет после исторической Встречи на высшем уровне «Планета Земля» 1992 года в Рио. Проведение Рио+20 дало людям также возможность представить, каким мы хотели бы видеть мир через 20 лет. Собравшиеся на Конференции Рио+20 лидеры стран, совместно с тысячами представителей частного сектора, НПО и других групп, совместными усилиями разработали стратегию того, как можно сократить уровень бедности, содействовать развитию социальной справедливости и обеспечить меры по охране окружающей среды с учётом всех факторов.

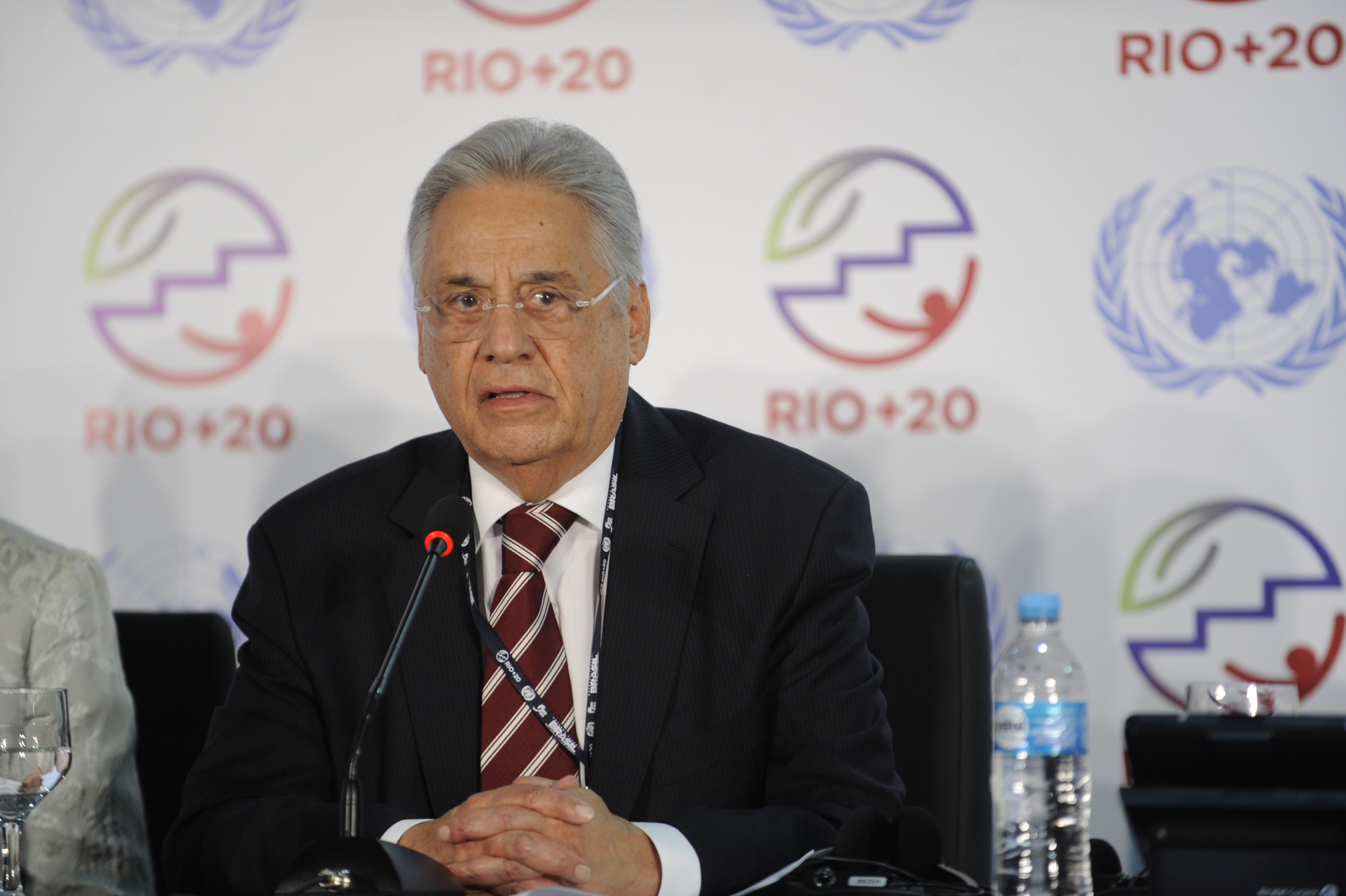
Фернанду Кардозу на Конференции Rio+20

## История
Рио+20 — важная веха в ряду крупных конференций ООН, центральной из которых стал «Саммит Земли» — Конференция ООН по окружающей среде и развитию 1992 года, поставивший вопросы устойчивого развития на первое место в повестке дня Организации Объединенных Наций и международного сообщества.
В первые десятилетия деятельности Организации Объединенных Наций мировым экологическим проблемам уделялось недостаточно внимания в повестках дня международного сообщества. Организация больше обращала внимание на проблемы, связанные с эксплуатацией и использованием природных ресурсов, в частности, стремясь к тому, чтобы развивающиеся страны производили контроль над собственными ресурсами. В течение 1960-х годов были заключены соглашения, касающиеся загрязнения морей, происходящих вследствие нефтяных разливов. С тех пор росла обеспокоенность международного сообщества, относящаяся к экологии планеты и благополучию человека. Организация Объединенных Наций (ООН) выступала в первых рядах по поводу состояния окружающей среды, как главный сторонник «устойчивого развития».
- В 1972 году в Стокгольме (Швеция) впервые прошла Конференция ООН по проблемам окружающей среды, касающаяся взаимосвязи между экономическим развитием и ухудшением состояния окружающей среды. После Конференции правительства учредили Программу ООН по окружающей среде (ЮНЕП), которая остается ведущим учреждением в мире по проблемам окружающей среды.
- В 1973 году было создано Бюро ООН по вопросам Судано-сахельского района (ЮНСО), которое возглавило усилия по борьбе с распространением опустынивания в Западной Африке. Однако процесс принятия решений по этому вопросу продвигался крайне медленно. К тому же, состояние окружающей среды ухудшалось, более того, такие проблемы, как глобальное потепление, истощение озонового слоя и загрязнение воды, усугублялись, и темпы уничтожения природных ресурсов ускорялись.
- В 1980-х годах прошли переговоры среди государств-членов по экологическим вопросам, в том числе переговоры касались договоров о защите озонового слоя и контроле над движением токсических отходов.
- 3-14 июня 1992 года в Рио-де-Жанейро (Бразилия) состоялась Конференция ООН по окружающей среде и развитию. На встрече была принята декларация, которая гласила, что «для достижения устойчивого развития защита окружающей среды должна составлять неотъемлемую часть процесса развития и не может рассматриваться в отрыве от него». Декларация включается в себя 27 принципов, которые определяют права и обязанности стран в деле обеспечения развития и благосостояния людей.

На конференции в Рио-де-Жанейро была принята «Agenda 21» — программа того, как сделать развитие устойчивым с социальной, экономической и экологической точек зрения. Важной темой «Agenda 21» является необходимость ликвидации бедности с помощью предоставления бедным более широкого доступа к ресурсам, которые им необходимы для стабильной жизни.
По итогам Конференции Организации Объединенных Наций по окружающей среде и развитию (ЮНСЕД) была учреждена Комиссия Организации Объединенных Наций по устойчивому развитию.
- С 26 августа по 4 сентября 2002 года в Йоханнесбурге (ЮАР) состоялась Всемирная встреча на высшем уровне по устойчивому развитию, которая помогла оценить достижения, произошедшие изменения и появившиеся новые проблемы после встречи на высшем уровне «Планета Земля» 1992 года. Этот саммит трансформировал цели, обещания и обязательства «Agenda 21» в конкретные, практические действия.
- В июне 2012 года, спустя 20 лет после конференции по окружающей среде и развитию в Рио-де-Жанейро, вновь прошла встреча стран на саммите «Рио+20», где обсудили возникшие проблемы «зелёной» экономики, устойчивого развития и искоренения бедности[2].

## Проблемы, которыми займется «Рио+20»
Методы решения многих проблем в области устойчивого развития, включая вызовы, связанные с развитием городов, энергией, водой, продовольствием и экосистемами, известны. На «Рио+20» страны попытались найти пути их претворения в жизнь посредством осуществления следующих мер:
- Переход к более безопасной для экологии экономике с уделением особого внимания искоренению нищеты.
- Защита океанов от отлова рыбы, разрушения морских экосистем и отрицательного воздействия изменения климата.
- Рациональное обустройство городов и создание в них более благоприятных условий для жизни.
- Более широкое использование возобновляемых источников энергии, что позволит существенно сократить выбросы углерода и масштабы загрязнения окружающей среды внутри и вне помещений, одновременно содействуя экономическому росту.
- Более эффективное управление лесами обеспечивает целый ряд преимуществ — сокращение масштабов обезлесения вдвое к 2030 году позволит избежать ущерба от изменения климата в результате выброса парниковых газов, составляющего, по оценкам, 3,7 трлн долларов США, если даже не учитывать стоимость рабочих мест и дохода, биоразнообразия, чистой воды и медицинских препаратов, обеспечиваемых лесами.
- Улучшение способов сохранения и управления водными ресурсами в целях содействия развитию и защиты от опустынивания[3].

## Календарь встреч

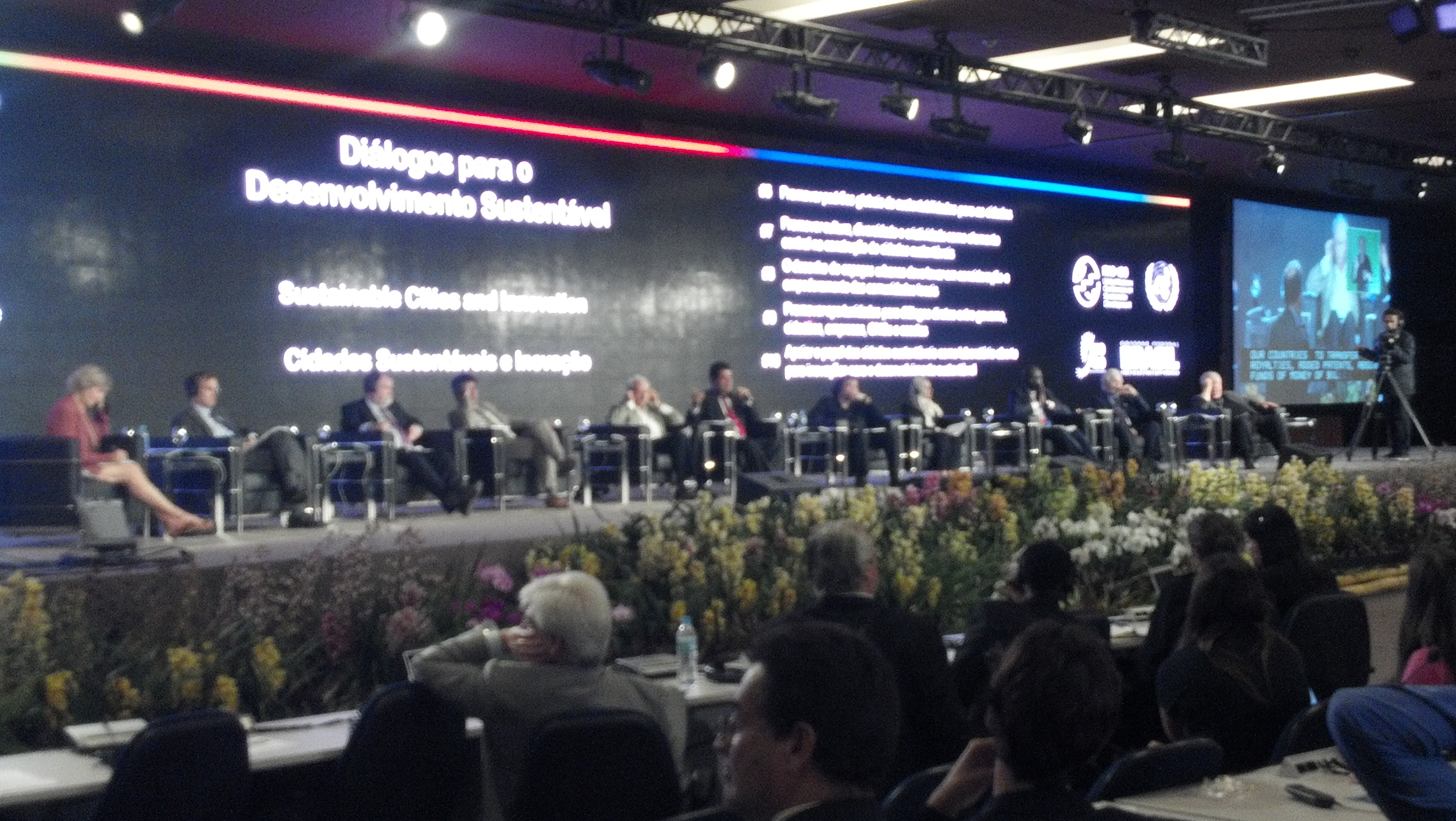
Конференция ООН по устойчивому развитию РИО +20

### Первый подготовительный комитет
Собрался 16-18 мая 2010 года, сразу же после завершения восемнадцатой сессии и первого заседания девятнадцатой сессии Комиссии.

### Первая межсессионная встреча
Проведена 10-11 января 2011 года в штаб-квартире ООН в Нью-Йорке. Межсессионное заседание было посвящено обсуждению целей конференции и двух её основных тем. Межсессионное заседание — не путать с переговорной сессией — представляло собой панельные дискуссии научных кругов, неправительственных организаций, а также делегатов и представителей ООН.

### Второй подготовительный комитет
Собрался 7-8 марта 2011 года в штаб-квартире ООН в Нью-Йорке (США), сразу же после Межправительственного совещания по политике 19-й сессии Комиссии по устойчивому развитию.

### Вторая межсессионная встреча
Состоялась 5-16 декабря 2011 года в штаб-квартире ООН в Нью-Йорке.

### Третья межсессионная встреча
Состоялась 5-7 марта 2012 года в штаб-квартире ООН в Нью-Йорке.

### Конференция ООН по устойчивому развитию
Третий подготовительный комитет по устойчивому развитию начал свою работу 13 июня 2012 года в Рио-де-Жанейро и завершил её 15 июня 2012 года, в день открытия конференции ООН по устойчивому развитию. Переговоры прошли 20-22 июня 2012 года в Рио-де-Жанейро.

## Спорные моменты

### Иран
По поводу участия Ирана в конференции «Рио+20» возникли жаркие дискуссии. Иран послал на конференцию делегацию во главе с президентом Ахмадинежадом. Дискуссии по поводу участия Ирана возникли из-за того, что у ИРИ имеются серьёзные экологические проблемы, которые страна не спешит решать. Кроме того, Иран продолжает нарушать права человека и отказывается от сотрудничества с МАГАТЭ по своей ядерной программе, хотя далеко не все эти вопросы имеют отношение к повестке дня Рио-2012. Многие полагают, что Ахмадинежад планирует использовать площадку конференции для политической пропаганды, хотя отрицать, что саммит предоставляет такую площадку, было бы наивным.
Быстрая индустриализация Ирана привела к сильному загрязнению воздуха в Тегеране и других крупных городах. Ещё одна проблема ИРИ — рост потребления энергии. Иран — одна из наиболее энергоёмких стран мира, что связано с отсутствием развитой инфраструктуры, государственных субсидий на энергоносители, а также с неэффективным потреблением. Воздух загрязнён настолько, что Министерство здравоохранения Ирана сообщило об увеличении на 19 % обращений в скорую помощь людей с жалобами на затруднение дыхания. Казалось бы, эти проблемы говорят в пользу участия Ирана в саммите.
Министр здравоохранения Ирана Марзие Вахиди Дастджерди заявил, что сегодня в крупных городах страны нет альтернативы решению экологических проблем, кроме закрытия школ и других организаций. По меньшей мере 3600 человек погибло от загрязнения воздуха в Тегеране в первые 9 месяцев 2010 года.
Ядерная программа Ирана также стала причиной серьёзных проблем с окружающей средой: с водными ресурсами, флорой и фауной. Кроме того, местоположение некоторых ядерных объектов вызывает озабоченность. Так, Бушерская АС расположена в сейсмически опасной зоне. Она находится на стыке трёх плит (Арабской, Африканской и Евразийской), и эксперты полагают, что в случае землетрясения повреждения конструкций станции будут так сильны, что вызовут аварию, по масштабам равную Чернобылю. Геолог из Кувейта Джасем аль-Авади предупредил, что утечки радиации могут нанести серьёзный вред странам Персидского залива, а особенно Кувейту, который находится всего в 276 км от Бушера. С другой стороны, то же самое можно сказать и о ядерных программах других стран, включая США. По материалам Википедии, 8 атомных электростанций США находятся в сейсмически активных районах, и все ядерные реакторы оказывают негативное воздействие на окружающую среду. В основном, возражения против ядерной программы Ирана носят не экологический, а политический характер: целесообразно ли Ирану иметь программу по развитию ядерной энергетике, если она приведёт к созданию ядерной бомбы.

## Итоги конференции
Основным результатом конференции стал документ под названием «Будущее, которого мы хотим», на 49 бумажных страницах. В нём главы 192 государств подтвердили свою политическую приверженность устойчивому развитию и заявили о своей приверженности содействию устойчивому будущему.
Важные результаты Конференции:
- Была произведена попытка поддержать Программу ООН по окружающей среде (ЮНЕП) для того, чтобы сделать из него «ведущий глобальный природоохранный орган»[17], изложить восемь ключевых рекомендаций, включая, укрепление его управления с помощью универсального членства, увеличения его финансовых ресурсов.
- Было заключено соглашение изучить альтернативы ВВП в качестве меры богатства, которые занимают экологические и социальные факторы[18].
- Все страны подтвердили обязательства по поэтапному отказу от субсидий на ископаемое топливо. Кроме того, по итогам текста, было более 400 добровольных обязательств в области устойчивого развития государств-членов. На Конференции министров африканских стран по проблемам окружающей среды, 40 африканских стран договорились о реализации данного документа[19].

## Будущее, которое хотят не все

### Как создавался текст
Итоговая декларация саммита включает в себя 283 параграфа, и сильно отличается от исходного варианта текста, представленного в январе 2012 года. После первого же заседания подготовительного комитета черновик увеличился в размерах более чем в 10 раз, и в последующие полгода, вплоть до субботы, 16 июня, участники переговоров убирали из текста как можно больше несогласованных моментов. Проект итогового текста был согласован всего на 40 % накануне Конференции в субботу, и Бразилия, как страна-хозяйка, среагировала на это и организовала неформальные консультации на основе своей версии текста, в которую вошли все согласованные и компромиссные формулировки по всем оставшимся острым вопросам. Текст был согласован в ночь на вторник, когда до прибытия глав государств и правительств оставались всего сутки. В итоге было принято несколько решений, касающихся запуска процесса разработки Целей устойчивого развития. Кроме того, стороны призвали Статистическое управление ООН разработать новые индикаторы устойчивого развития, которые бы дополнили ВВП, а также договорились расширить членство в совете Программы ООН по окружающей среде (UNEP). Но странам не удалось принять решение по защите биоразнообразия в международных водах.

### Недовольство общества
Общественные организации в последние три дня пытались привлечь внимание к тому, что итоговый документ оказался не согласован до конца. В частности, в выступлении своего представителя на первом пленарном заседании они публично заявили о том, что они не хотят иметь ничего общего с этим документом и потребовали убрать из первого абзаца слова «при активном участии гражданского общества».

### Итоги
Проведение переговоров не удовлетворило гражданское общество, но на «Рио+20» произошло довольно много важных событий. По данным ООН, общий объём заявленного финансирования для проектов устойчивого развития сельского хозяйства, энергетики и транспорта, снижения рисков природных катастроф, лесной политики и других направлениях превысил 510 миллиардов долларов. В итоге правительства стран, бизнес, общественные организации и университеты представили более 690 новых целей и проектов в сфере устойчивого развития и «зелёной» экономики. В целом Конференция «Рио+20» оправдала ожидания экспертов. Сопредседатель Международной ресурсной панели ООН Эрнст Ульрих фон Вайцзеккер в ходе своего визита в Москву в мае заявлял, что его прогноз по итогам конференции неудовлетворительный, поскольку странам не удалось вновь закрепить принципы декларации Рио-92.